# Suzuki TS 125
Die Suzuki TS 125 ist ein Motorrad der Enduro-Klasse mit Einzylindermotor, das die Suzuki Motor Corporation von 1974 bis 1982 baute.

## Technik
Der kurzhubig ausgelegte Motor (Bohrung: 56 Millimeter, Hub: 50 Millimeter) mit 123 cm³ Hubraum leistet 7,4 kW (10 PS) bei 6400/min (Modell 1979). Die Höchstgeschwindigkeit liegt bei 100 Kilometer pro Stunde. Der Motor wird mit dem Kickstarter gestartet. Der sogenannte „Primärkickstarter“ ermöglicht es, den Motor bei eingelegtem Gang und gezogener Kupplung zu starten.
Die TS 125 hat einen Mikuni-Rundschiebervergaser mit 24 Millimeter Durchlass (VM 24 SH) und eine Magnetzündanlage mit Unterbrecherkontakten. Allerdings erzeugt die 6-Volt-Anlage mit dem 25-Watt-Scheinwerfer nur unzureichendes Licht.
Die Getrenntschmierung wird bei Suzuki als „Crankshaft-Cylinder-Injection“ bezeichnet.  Deren 1,1 Liter fassender Öltank sitzt unter der Sitzbank. Etwa alle 800 Kilometer (abhängig von der Fahrweise) muss Zweitaktöl nachgefüllt werden. Während Suzukis Straßenmotorräder mit einem Mischungsverhältnis von 1 : 50 fuhren, liefen die Einzylinder-Enduros mit 1 : 33 fetter.

## Fahrwerk
Der Rahmen ist ein konventioneller Einrohrrahmen. Ein Metallblech schützt Motor und Auspuff vor Steinen. Zur Versteifung des Rahmens wurden Rahmenrohre und Steuerkopfpartie mit Knotenblechen verschweißt. Das Vorderrad wurde an einer hydraulisch gedämpften Teleskopgabel mit 180 Millimeter Federweg geführt. Die Feder-Dämpfer-Einheiten der Hinterradschwinge boten fünf Verstellmöglichkeiten. Vorn wie hinten hatte die TS 125 seilzugbetätigte Trommelbremsen mit 130 Millimeter Durchmesser.

## Farben
Die TS 125 war in zehn Farben lieferbar.

## Technische Daten
| Kenngrößen             | TS 125 (1974)                                                                        | TS 125 ER (1979)                                                                     |
| ---------------------- | ------------------------------------------------------------------------------------ | ------------------------------------------------------------------------------------ |
| Motor                  | 1-Zylinder-Zweitakt, schlitzgesteuert, Leichtmetallzylinder, Luftkühlung (Fahrtwind) | 1-Zylinder-Zweitakt, schlitzgesteuert, Leichtmetallzylinder, Luftkühlung (Fahrtwind) |
| Hubraum                | 123 cm³                                                                              | 123 cm³                                                                              |
| Bohrung × Hub          | 56 × 50 mm                                                                           | 56 × 50 mm                                                                           |
| Leistung               | 9,5 kW (13 PS) bei 7000/min                                                          | 7,4 kW (10 PS) bei 6400/min                                                          |
| Maximales Drehmoment   | k. A                                                                                 | 11 Nm bei 5900/min                                                                   |
| Getriebe               | Fünfganggetriebe                                                                     | klauengeschaltetes Sechsganggetriebe                                                 |
| Rahmen                 | Einrohrrahmen, unten gegabelt                                                        | Einrohrrahmen, unten gegabelt                                                        |
| Radführung vorn/hinten | Teleskopgabel/Schwinge mit Federbeinen                                               | Teleskopgabel/Schwinge mit Federbeinen                                               |
| Radstand               | 1310 mm                                                                              | 1310 mm                                                                              |
| Gesamtlänge            | 2120 mm                                                                              | 2120 mm                                                                              |
| Bodenfreiheit          | 250 mm                                                                               | 250 mm                                                                               |
| Gewicht                | 90 kg                                                                                | 106 kg                                                                               |
| Tankinhalt             | 7,0 l                                                                                | 7,6 l                                                                                |
| Bremse vorn            | Trommel, Durchmesser 110 mm                                                          | Trommel, Durchmesser 110 mm                                                          |
| Bremse hinten          | Trommel                                                                              | Trommel                                                                              |
| Höchstgeschwindigkeit  | ca. 110 km/h                                                                         | 100 km/h                                                                             |